# بارتانگ
بارتانگ (به لهستانی:  Bartąg) یک روستا در لهستان است که در گمینا ستاویگودا واقع شده‌است.
 بارتانگ  ۱٬۰۰۰ نفر جمعیت دارد.